# 三菱・トライトン
トライトン（Triton）は、三菱自動車工業が製造・販売するピックアップトラック（SUT）である。
世界戦略車として位置付けられており、タイ等で生産が行われて、ほぼ全世界（北米などを除く）に輸出される。日本においては2006年9月から2011年8月の間輸入販売され、一度終売していたが、3代目へのフルモデルチェンジを機に2024年2月に再投入されることとなった。
なお2023年12月現在公開されているトライトンの公式スペシャルサイトにおいては、フォルテ、ストラーダ、トライトンまでを、共通の海外名「L200」をもって事実上の同一車種としている。

## 初代 KB9T型（2005年-2014年）
シャーシ・ボディ
シャーシには、新開発のラダーフレームを採用している。ボディは、クラブキャブ・シングルキャブ・ダブルキャブの3種類を用意。
フォルテを起源とする三菱製ピックアップトラックであり、タイでストラーダの後継として2005年8月に登場した。ちなみにトライトンの名称は以前からオセアニア向けに使用されていたものである。欧州では引き続きL200の名称で販売されている。
また、現在販売されているパジェロスポーツのベースとなっている。
エンジン
エンジンは、ガソリンに6G74（MPI）3.5 L V型6気筒SOHC24バルブとディーゼルに4D56 2.5 L 直列4気筒DOHC16バルブICターボコモンレールDI-D・4M41 3.2 L 直列4気筒DOHC16バルブICターボコモンレールDI-Dである。日本では、3.5 L V型6気筒SOHC24バルブのみの発売だった。
また、欧州仕様の4D56 2.5 L 直列4気筒DOHC16バルブICターボコモンレールDI-Dは欧州の自動車排ガス規制 ユーロ5に適合している。
サスペンション
サスペンションは、フロントがダブルウィッシュボーン・コイルスプリング式独立懸架、リアは楕円リーフスプリングを採用。また、一部グレードのリアサスペンションに5リンク式コイルスプリングを採用している。
四輪駆動システム
パジェロに搭載されたスーパーセレクト4WDを採用している。この駆動システムは、トランスファーにビスカスLSD付きセンターデフを追加し、4WD時にはセンターデフ式フルタイム4WDとほぼ同等の舗装路での走行性能を有している。 センターデフにはデフロック機構を装備し、直結4WDと同等の悪路走破性も持つため、パートタイム4WDとフルタイム4WDの長所を兼ね備えたシステムである。また、走行中でも駆動方式が変更可能で、前後輪への駆動力の配分は50：50であり、必要に応じて、100：0に近い配分まで変化することが可能となる。なお一部グレードは、イージーセレクト4WDを採用。
M-ASTC（Mitsubishi_Active_Stability_and_Traction_Control）が一部グレードに装備されている。これは、滑りやすい路面や、緊急回避時の急なハンドル操作による車両の不安定な動きや車輪のスリップを抑制して安定走行を支えるアクティブスタビリティコントロール（ASC）。また雪道やぬかるみなどでの発進時や、急勾配での登坂・降坂時に駆動輪のスリップを感知すると、そのタイヤにブレーキをかけるとともにエンジンの出力を最適に制御するアクティブトラクションコントロール（ATC）。

### 歴史
2005年8月25日
タイで販売開始。
2005年12月23日
2006年ダカールラリーに三菱・レーシングトライトンエボリューションが参戦。
2006年8月7日
日本国内で予約受注を開始。
2006年9月21日
日本国内販売を開始。日本の正規ディーラーで販売されたのはV型6気筒のガソリン仕様でダブルキャブの4速ATのみ。カラーバリエーションは、ブラックマイカ、クールシルバーメタリック、ミディアムブルーマイカの3色。保安基準上、サイドアンダーミラーが装備され、後席より広い荷台であるため、ボンネットトラックと見なされ、貨物登録（貨客兼用の普通貨物車・1ナンバー）であった。
2007年12月
カラーバリエーションが変更。ミディアムブルーマイカが廃止され、レッドメタリックが新設された。
2009年2月26日
マイナーチェンジ。
インストルメントパネル中央部に2DINサイズのナビゲーションが収まるスペースを確保。ボディカラーはレッドメタリックと入れ替えでディープブルーマイカを追加。
2010年4月22日
マイナーチェンジ。
エクステリアではフロント周り、16インチアルミホイール、サイドステップのデザインを変更。さらに、オーバーフェンダーをボディ同色に、フロントとサイドのターンランプのレンズをクリアに変更し、より力強く、スタイリッシュな印象に。ボディカラーはディープブルーマイカに替わり、クォーツブラウンメタリックを追加。インテリアでもフロアコンソールのデザインを変更し、アームレストを兼ねた生地張りのリッド（蓋）を追加し、一部装備品の盤面色やステッチをブラックに変更、シート生地も変更され全体的に落ち着いた印象に。また、フロントシート形状を変更し、ホールド性を向上。エンジンには電子制御スロットルバルブを採用し、出力・トルク共に向上。クルーズコントロール機能も追加された。
2011年8月
日本市場での発売が終了。　

### 基本グレード
| グレード       | 製造年                | エンジン型式 | エンジン                    | 排気量  | 最大出力           | 最大トルク             | 変速機 | 牽引能力 |
| -------------- | --------------------- | ------------ | --------------------------- | ------- | ------------------ | ---------------------- | ------ | -------- |
| ベースグレード | 2006年9月 - 2010年4月 | 6G74 (MPI)   | V型6気筒SOHC24バルブ        | 3496 cc | 178 ps / 4,750 rpm | 30.1 kg・m / 3,750 rpm | 4速AT  | 2,700 kg |
| ベースグレード | 2010年4月 - 2011年8月 | 6G74 (MPI)   | V型6気筒SOHC24バルブ (電制) | 3496 cc | 186 ps / 4,750 rpm | 30.9 kg・m / 3,750 rpm | 4速AT  | 2,700 kg |

| グレード                                     | 製造年      | エンジン型式 | エンジン                     | 排気量  | 最大出力          | 最大トルク                   | 変速機 | 牽引能力 |
| -------------------------------------------- | ----------- | ------------ | ---------------------------- | ------- | ----------------- | ---------------------------- | ------ | -------- |
| 2.5 DI-D 4WD 4Work Club/Single/Double Cab MT | 2005年8月 - | 4D56 (DI-D)  | 直列4気筒DOHC16バルブ (DI-D) | 2477 cc | 178 ps / 4000 rpm | 40.8 kg・m / 2000 - 2850 rpm | 5速MT  | 2,700 kg |
| 2.5 DI-D 4WD 4Life Single/Club/Double Cab MT | 2005年8月 - | 4D56 (DI-D)  | 直列4気筒DOHC16バルブ (DI-D) | 2477 cc | 178 ps / 4000 rpm | 40.8 kg・m / 2000 - 2850 rpm | 5速MT  | 2,700 kg |
| 2.5 DI-D 4WD Trojan Double Cab MT            | 2005年8月 - | 4D56 (DI-D)  | 直列4気筒DOHC16バルブ (DI-D) | 2477 cc | 178 ps / 4000 rpm | 40.8 kg・m / 2000 - 2850 rpm | 5速MT  | 2,700 kg |
| 2.5 DI-D 4WD Warrior Double Cab MT           | 2005年8月 - | 4D56 (DI-D)  | 直列4気筒DOHC16バルブ (DI-D) | 2477 cc | 178 ps / 4000 rpm | 40.8 kg・m / 2000 - 2850 rpm | 5速MT  | 2,700 kg |
| 2.5 DI-D 4WD Warrior Double Cab AT           | 2005年8月 - | 4D56 (DI-D)  | 直列4気筒DOHC16バルブ (DI-D) | 2477 cc | 178 ps / 4000 rpm | 35.7 kg・m / 1800 - 3500 rpm | 5速AT  | 2,700 kg |
| 2.5 DI-D 4WD Barbarian Double Cab MT         | 2005年8月 - | 4D56 (DI-D)  | 直列4気筒DOHC16バルブ (DI-D) | 2477 cc | 178 ps / 4000 rpm | 40.8 kg・m / 2000 - 2850 rpm | 5速MT  | 2,700 kg |
| 2.5 DI-D 4WD Barbarian Double Cab AT         | 2005年8月 - | 4D56 (DI-D)  | 直列4気筒DOHC16バルブ (DI-D) | 2477 cc | 178 ps / 4000 rpm | 35.7 kg・m / 1800 - 3500 rpm | 5速AT  | 2,700 kg |

### 日本での販売
日本では、直系のストラーダが1999年に生産を終了し、他社を含めても2004年に生産を終了したトヨタ・ハイラックス以来の新型ピックアップトラックで、300万円を切る価格で販売された。しかし、総排気量3.5LのV6ガソリンエンジン、4ドア、4速ATのモノグレードで、ラダーフレームの本格クロカン車に関わらずディーゼルエンジンの設定が無く、MT車設定どころかマニュアルモードのない段数の少ない4速ATのみであったこと、日本国内の自動車事情の悪さ、三菱リコール隠しなどの不祥事によるブランドイメージから一般ユーザーには全く見向きもされず、5年間の販売台数はわずか1800台余りという惨憺たる結果となった。
一部の好事家がディーゼルエンジンの設定があるタイ生産のハイラックスや、大排気量の北米仕様車を並行輸入するなど、ピックアップトラックの需要が完全消滅した状態ではなく、ハイラックスの正規輸入販売に際してはトライトンのネガティブな要素が極力潰されている。

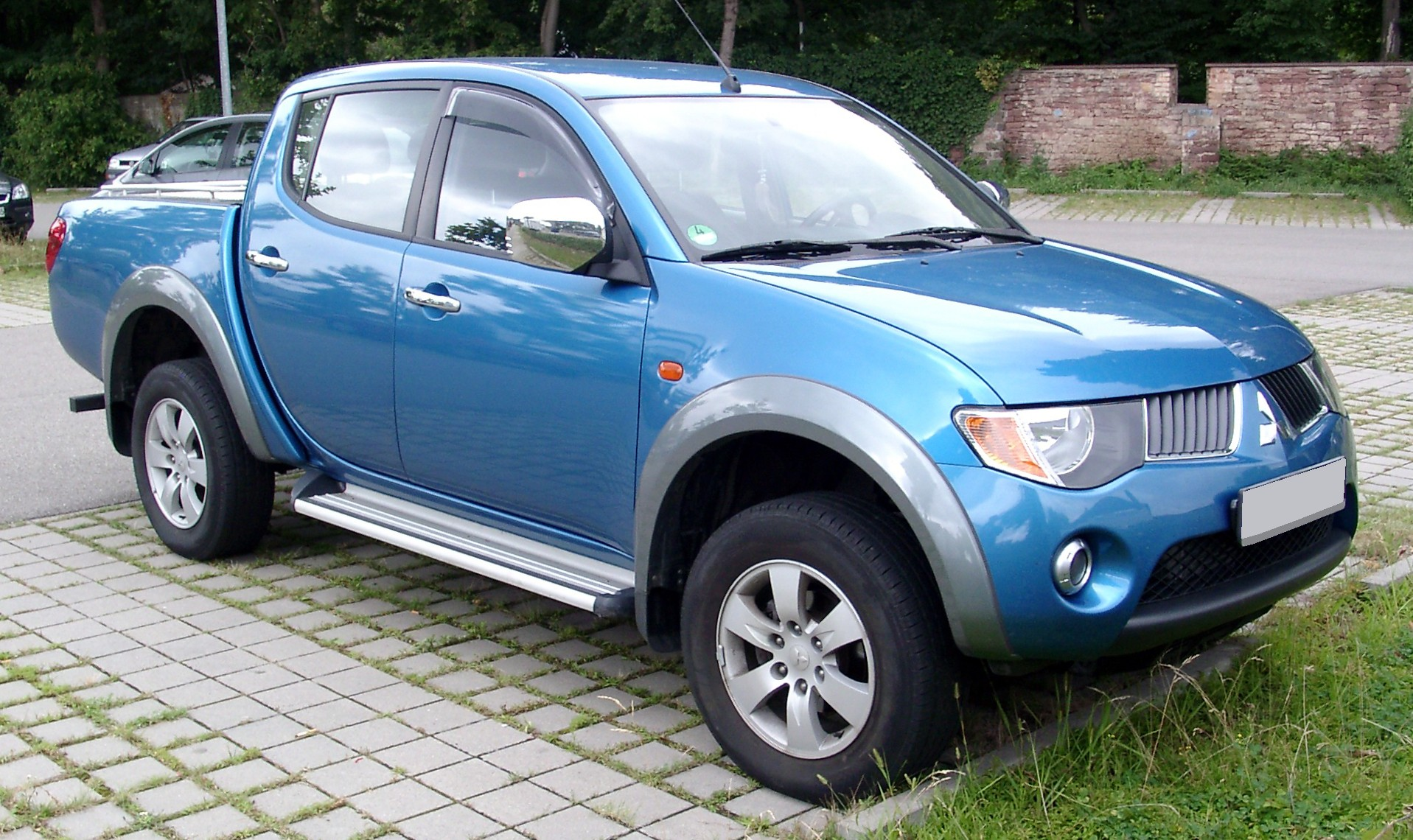
前期型 フロント（欧州仕様）
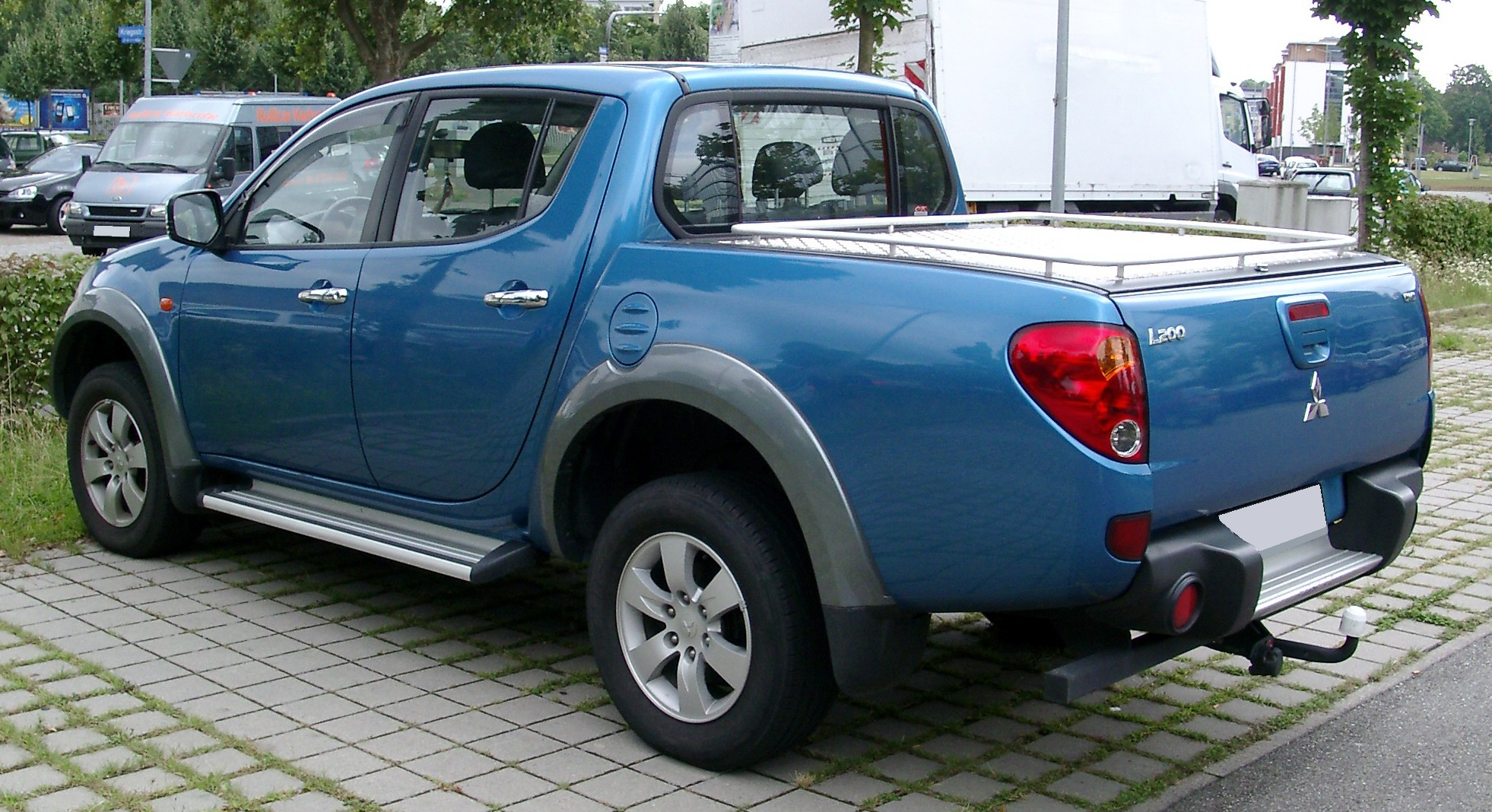
前期型 リア（欧州仕様）

## 2代目（2014年 - 2024年）

### 年表

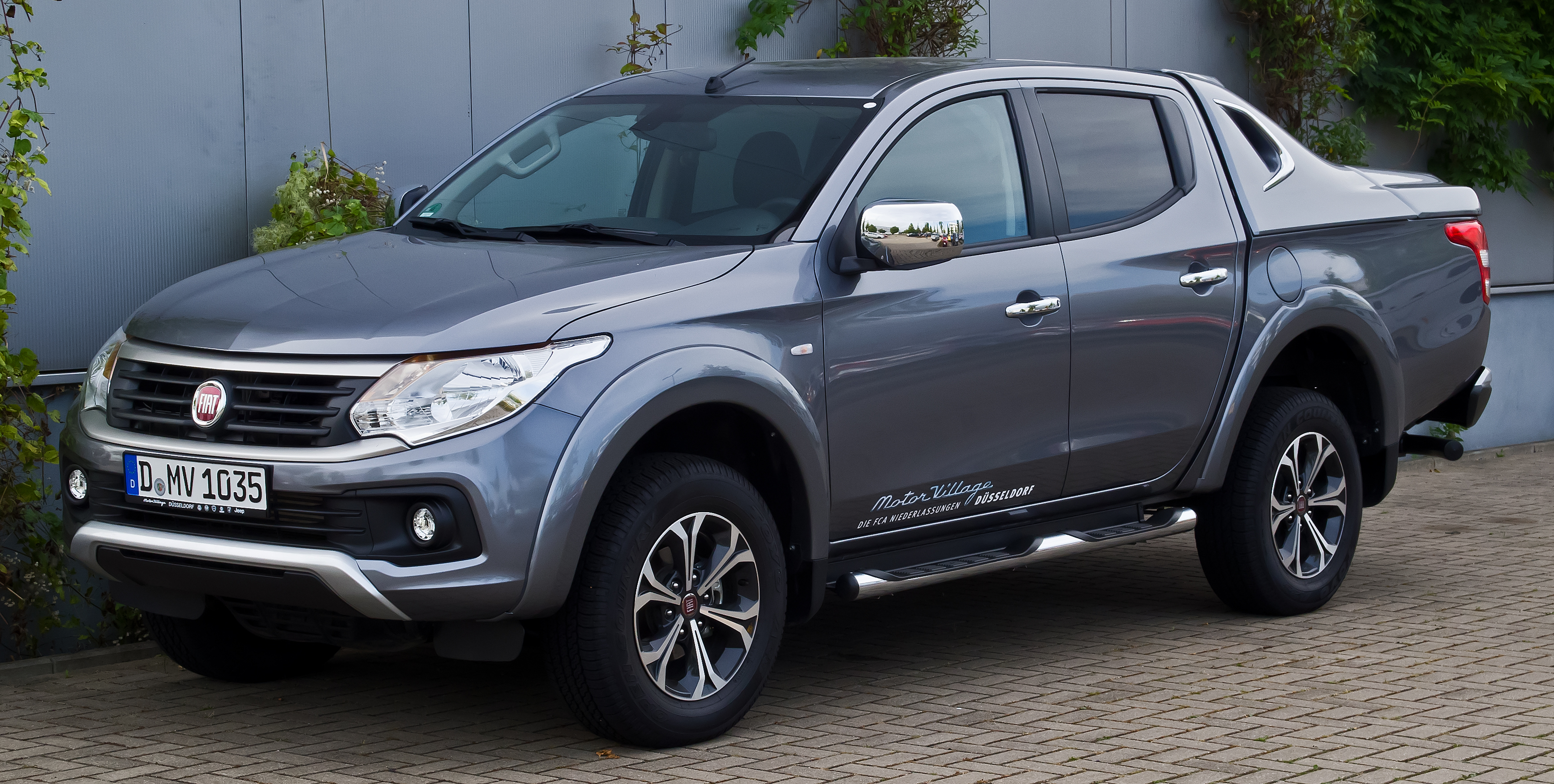
フィアット フルバック
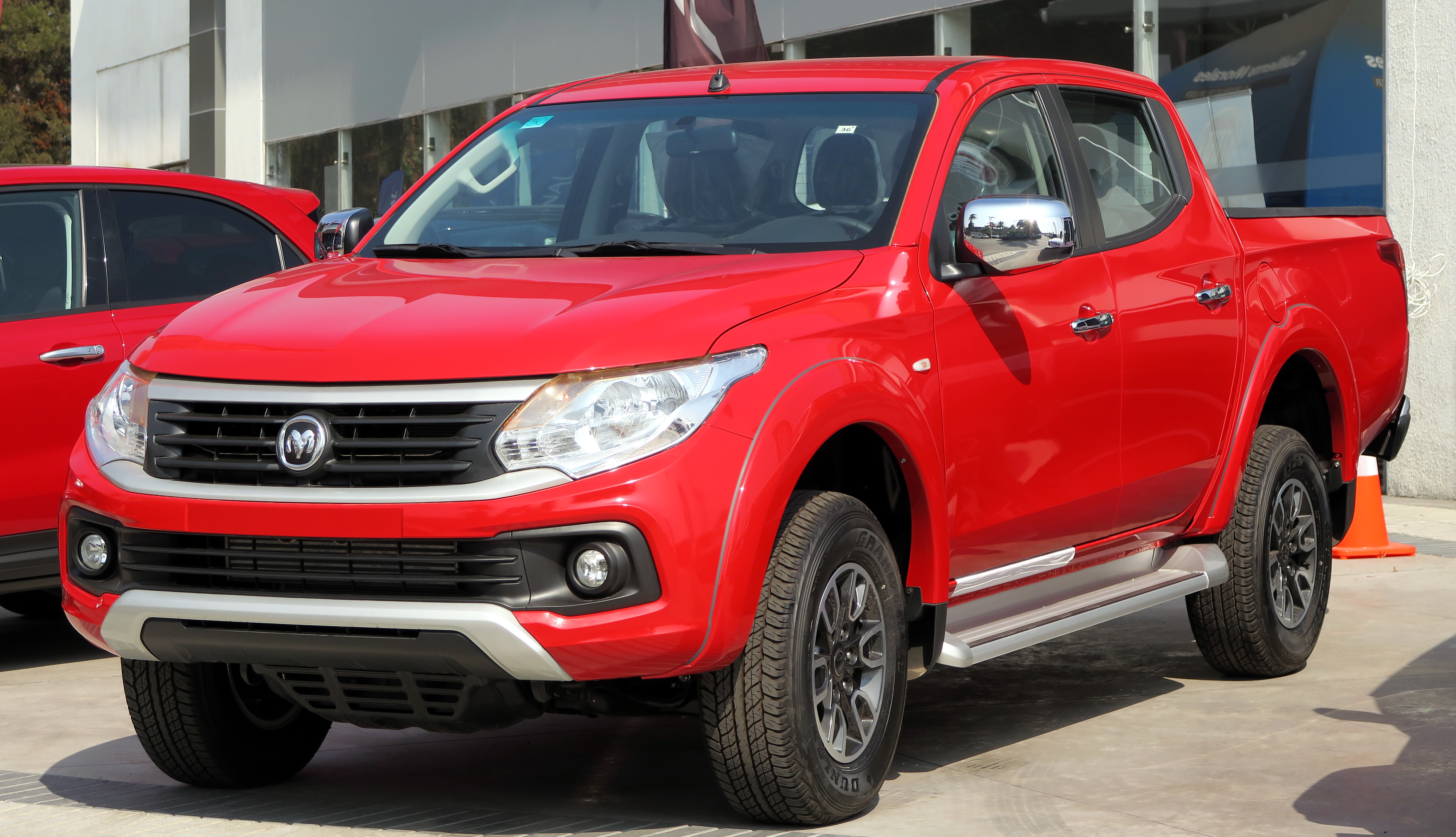
ラム 1200

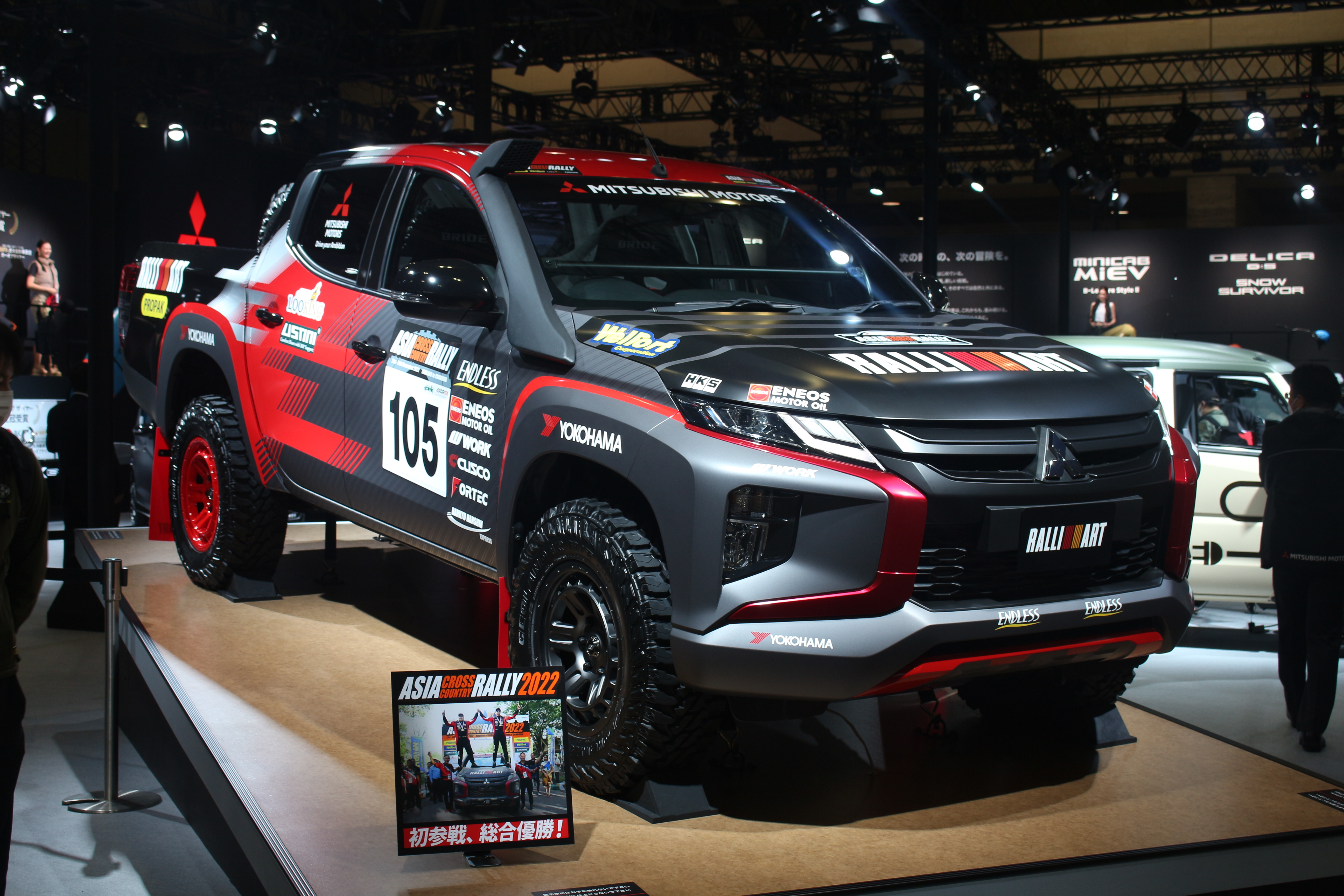
2022アジアクロスカントリーラリー参戦車両

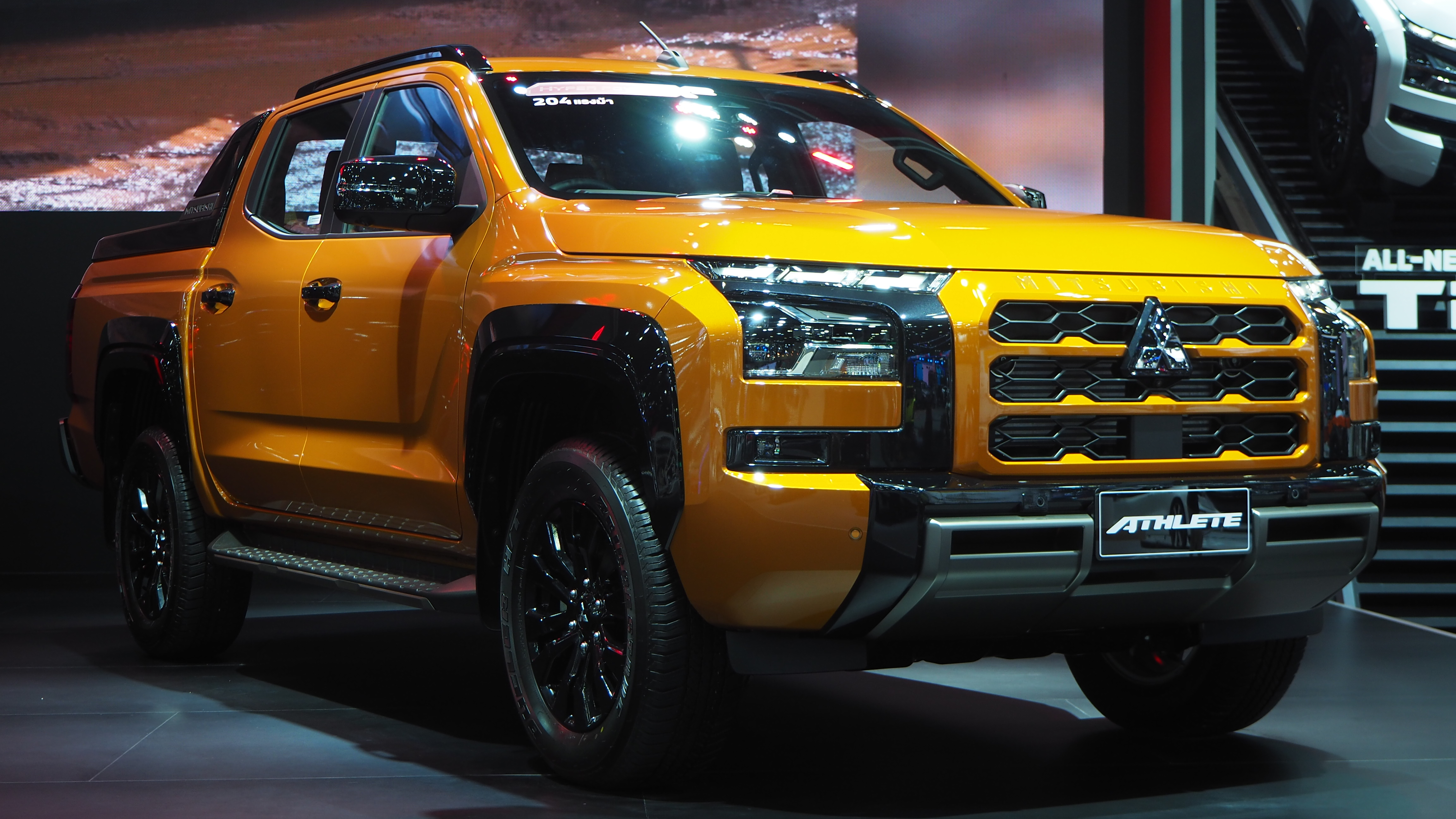
ダブルキャブ アスリート 4WD （タイ仕様）
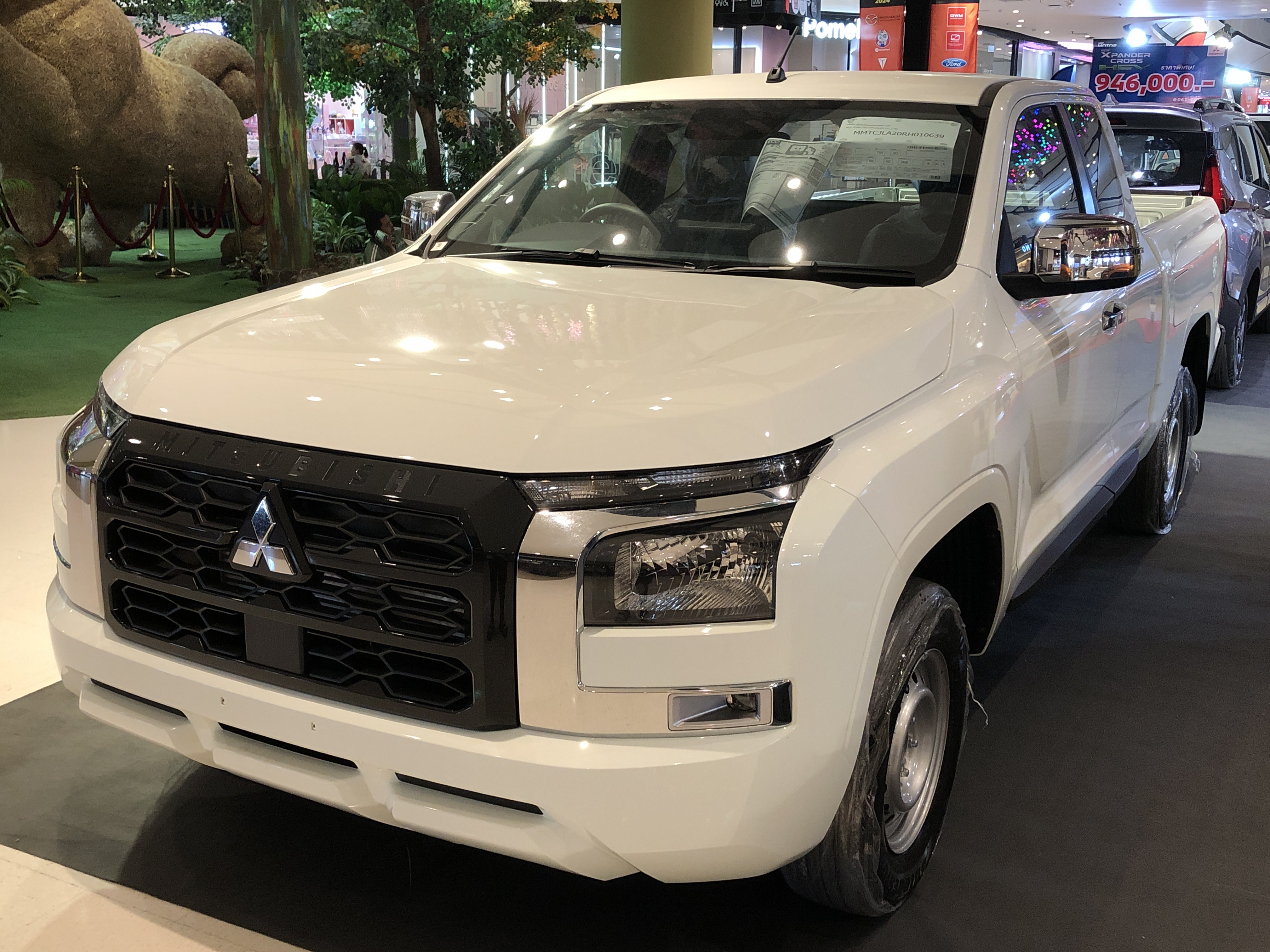
メガキャブ プロ （タイ仕様）

2014年11月
9年ぶりのフルモデルチェンジとなる2代目を発表（L200としては5代目）。従来の走行性はそのままに、乗用車並みの快適性も追求。エンジンは2.5 Lディーゼルターボエンジンと2.4 Lガソリンエンジンの他、2.4 Lのクリーンディーゼルも追加された。尚、本モデルの日本への導入は見送られた。
2016年
ブラジルのHPEにて製造を開始する。
2018年11月9日
マイナーチェンジ。タイ・バンコクで世界初披露された。
外観は、フロントフェイスに同社のデザインアイデンティティとなる「ダイナミックシールド」を採用。ホイールアーチ形状も台形に変更され、堅牢な印象を強調した。内装については小幅な変更に留まるが、操作パネルやアウトレットをフレームで囲み、フロアコンソール・アームレスト・パーキングブレーキにはソフトパッドやステッチが施された。
4WDシステムは「スーパーセレクト4WD-II」と「イージーセレクト4WD」の2種類が用意され、「GRAVEL（未舗装路）」・「MUD/SNOW（泥道/新雪）」・「SAND（砂地）」・「ROCK（岩場、走行モードが4LLc時のみ）」の4モードを設定し、エンジン・トランスミッション・ブレーキを統合制御することでタイヤのスリップ量をコントロールする「オフロードモード」が新たに搭載された。併せて、急な坂道や滑りやすい路面を下る際に電子制御によって低車速に抑える「ヒルディセントコントロール」が採用された。
安全性能も強化され、衝突被害軽減ブレーキ（FCM）、後側方車両検知警報システム（レーンチェンジアシスト機能付、BSW/LCA）、後退時車両検知警報システム（RCTA）、誤発進抑制機能（UMS）が採用されたほか、マルチアラウンドモニターやパーキングセンサーも採用された。
その他、フロントブレーキのディスク、キャリパーピストン、リアサスペンションのダンパーが大型化され、オートマチックトランスミッションは5速から6速へ多段化された。
同年11月17日にタイでの販売を皮切りに、アセアン、オセアニア、中東、欧州、アフリカ、中南米など約150ヶ国に順次展開する計画となっている。
2020年9月30日
ロシア カー・オブ・ザ・イヤーを受賞。
2022年11月21日
タイからカンボジアで開催されるアジアクロスカントリーラリー2022に、チーム三菱ラリーアートとして、参戦。
2023年3月7日
タイで同国内のピックアップダブルキャブセグメントで最高ランクを獲得。

2024年11月22日
ブラジルにて3代目トライトンの生産に伴い、販売終了。以降は在庫車のみの販売となる。
- フィアット フルバック
- ラム 1200

## 3代目（2023年 - ）
ボディは歴代同様、1列シートのシングルキャブ、フロントシート後部に荷室スペースを設け、リクライニングも可能なクラブキャブ、2列シートのダブルキャブの3つが設定される。
ラダーフレームは断面積を増やすことで曲げやねじりに対する剛性が強化される一方、重量増を抑えるためハイテン鋼の採用比率を大幅に増加。ボディにも1180MPaのハイテン鋼を採用するなど、車体の軽量化も図られている。
エンジンは2.4L・クリーンディーゼルである4N16型が採用されており、110kW仕様・135kW仕様・150kW仕様の3つの仕様を設定。110kW・135kW仕様ではVGターボチャージャーを採用、150kW仕様ではターボチャージャーと燃焼システムが刷新されている。トランスミッションは6速AT（スポーツモード付）と6速MTの2種類が用意され、6速MTはエンジンから直接伝わる振動を抑制するためにシフトレバーがワイヤー式となった。
4WDシステムは2代目同様に「スーパーセレクト4WD-II」と「イージーセレクト4WD」の2種類が用意される。「スーパーセレクト4WD-II」搭載車は2代目モデルではオフロード用だったドライブモードが拡充され、従来は兼用だった「MUD（泥濘、4WDモードが4HLc時に設定）」と「SNOW（氷雪路、4WDモードが4H時に設定）」を4WDモードに合わせて分離され、4WDモードが2H（後輪駆動）時に経済性を重視した「ECO」とすべての4WDモードに設定されている「NORMAL」を加えた7モードとなった。さらに、旋回性を高めるためにコーナー内側の前輪に弱いブレーキをかけるアクティブヨーコントロール（AYC）も採用された。
サスペンションは、フロントはダブルウィッシュボーン式が踏襲され、4WD車と2WD車のハイライダーはアッパーアーム取り付け部を上方に移動してストロークを増やしたハイマウントタイプに変更。リアはリーフスプリング式を採用するが、強度を維持しながら軽量化され、ショックアブソーバーが大径化された。
フロントデザインコンセプトである「ダイナミックシールド」は先代のマイナーチェンジモデルから踏襲されるが、フロントグリルデザインが刷新され、ヘッドライトは3眼プロジェクター式とし、3連のL字型に配したLEDのデイタイムランニングランプを組み込んだ。ボディカラーは新色であるヤマブキオレンジメタリックやブレイドシルバーメタリックを含む6色がラインナップされ、最上位グレードではフロントグリルをボディ同色、ドアミラー・ダイナミックシールドガーニッシュ・ドアハンドル・バンパーはブラック、アンダーガードをダークチタニウムとしている。
三菱自動車セーフティセンシング（MMSS）は、2代目から継続採用されるFCM、BSW/LCA、RCTAに加え、レーダークルーズコントロールシステム（ACC）が新たに装備された。
メンテナンス性においてはドレーンボルトの位置を変更することでアンダーカバーの脱着なしでエンジンオイルの交換を可能とし、4WDと2WDハイライダーではサービスホールを拡大することでアタッチメント不要でガレージジャッキが使用可能となり、6速MT車ではギアオイルの交換を不要化するメンテナンスフリー化もされている。

### 年表
2023年6月20日
タイでフルモデルチェンジを行うことが発表され、発表に先駆けてシルエット画像を公開、ティザーサイトを立ち上げた。
2023年7月10日
ラダーフレーム・シャシー・エンジンを新開発することを発表し、試験走行を含む開発シーンの動画をティザーサイト上に公開された。
2023年7月26日
9年ぶりのフルモデルチェンジとなる3代目（L200としては6代目）がタイ・バンコクで発表され、同日よりタイで発売された。
今後、アセアンやオセアニアからグローバル展開が行われるほか、2代目モデルの導入が見送られた日本でも約12年ぶりに導入されることとなり、2024年初頭の販売が予定されていることがアナウンスされた。
2023年10月5日
デリカミニ、エクスフォースと共に2023年度グッドデザイン賞を受賞したことが発表された。
2023年12月21日
日本での再導入を正式発表（2024年2月15日発売）。
日本仕様は初代同様に4ドア・2列シートのダブルキャブのみとなるが、グレードは初代から細分化され、標準仕様の「GLS」と上級仕様の「GSR」の2種類が設定される。
「GSR」は1970年代の車種からランサーエボリューションXまで長く用いられてきた三菱のスポーツグレード名であり、ランサーエボリューションX GSRの販売が終了した2015年7月以来、約8年5か月ぶりのグレード名復活となる。タイ仕様の最上位グレード同様に、外観はフロントグリルがカラード、フロントフォグランプベゼル・フロントバンパーガーニッシュ・電動格納式ヒーテッドドアミラー・リアゲートハンドル・リアゲートガーニッシュ・リアバンパーがブラックメッキとなり、"GSR"バッジ、ホイールアーチモール（ブラックメッキ）、ルーフレール（ブラック）、ベッドライナー、スタイリングバー（ダークチタン加飾付）、フロントアンダーガーニッシュ（ダークチタン加飾付）を追加。内装は一部にダークチタン加飾が施され、シートはオレンジステッチが施されたレザー仕様へグレードアップされる。
エンジンは前述した2.4Lクリーンディーゼルエンジンである4N16型で、2ステージターボシステムを備える150kWの高出力仕様を採用。トランスミッションは初代同様ATのみとなるが、6速に多段化された。4WDシステムは「スーパーセレクト4WD-II」となり、タイ仕様同様に7つのドライブモードが搭載される。
MMSSは「e-Assist」として標準装備されており、タイ仕様にも備わっているFCM（歩行者・自転車運転者検知付）、BSW/LCA、RCTA、ACCに加え、踏み間違い衝突防止アシスト（EAPM）、車線逸脱警報システム&車線逸脱防止支援機能（LDW/LDP）、オートマチックハイビーム（AHB）、標識認識システム（TSR）、ふらつき警報（DAA）も備わる。
ボディカラーはタイ仕様にも設定されているヤマブキオレンジメタリック（有料色）、ホワイトダイヤモンド（有料色）、グラファイトグレーメタリック、ブレードシルバーメタリック、ジェットブラックマイカの5色に、タイ仕様では未設定のレッドソリッドを加えた6色がラインナップされており、ブレードシルバーメタリックとレッドソリッドは「GLS」専用色、ヤマブキオレンジメタリックは「GSR」専用色となる。
2024年6月4日
同年1月に発生した能登半島地震の被災地支援の一環として、金沢三菱自動車販売との協力により石川県珠洲市へ無償貸与することを発表。被災地での支援車両不足の事情を受けたもので、既に無償貸与しているアウトランダーPHEVやトライトンと共に追加で無償貸与するデリカD:5と共に災害支援車両として役立てられる。
2024年11月22日
ミツビシ・モーターズ・ブラジルが3代目トライトンを発表した。生産はゴイアス州カタランで行われる。
2025年4月3日
日本仕様車を一部改良。
ACCの作動下限速度を0km/hまで拡大したことで、前方車両が停止した場合、自車も追従して停止することが可能となった（ただし、システムが自動的に解除されるため、停止状態を保持する場合はブレーキ操作が必要）。
「GSR」は専用装備のスタイリングバーのレスオプション設定を追加。「GLS」には専用ボディカラーとしてインパルスブルーメタリックが追加された。
- ダブルキャブ アスリート 4WD
（タイ仕様）
- メガキャブ プロ
（タイ仕様）

## 製造拠点
初代
- ミツビシ・モーターズ・タイランド (タイ王国チョンブリー県ラムチャバン)
- HPEオートモーターズ (ブラジルゴイアス州カタロン)
- メルセデス・ベンツ・サウス・アフリカ (南アフリカ東ケープ州イースト・ロンドン)

2代目
- ミツビシ・モーターズ・タイランド (タイ王国チョンブリー県ラムチャバン)
- HPEオートモーターズ (ブラジルゴイアス州カタロン)
- プロゴティ・インダストリーズ (バングラデシュチッタゴン管区)
- AVA (ケニア共和国モンバサ)

3代目
- ミツビシ・モーターズ・タイランド (タイ王国チョンブリー県ラムチャバン)
- HPEオートモーターズ (ブラジルゴイアス州カタロン)

## 販売台数
2022年9月12日
マレーシアでの販売台数が10万台に達したと発表
| 年   | タイ王国 |
| ---- | -------- |
| 2014 | 33,105   |
| 2015 | 25,261   |
| 2016 | 23,584   |
| 2017 | 32,450   |
| 2018 | 39,984   |

## 車名の由来
三菱グループ各社のシンボルマークであるスリーダイヤに因んだ「3つの」を意味するトライ（tri）と、1トンピックアップに因んだトン（ton）を合わせた造語。日本仕様の最大積載量は400 kg。